# Баттё, Шарль

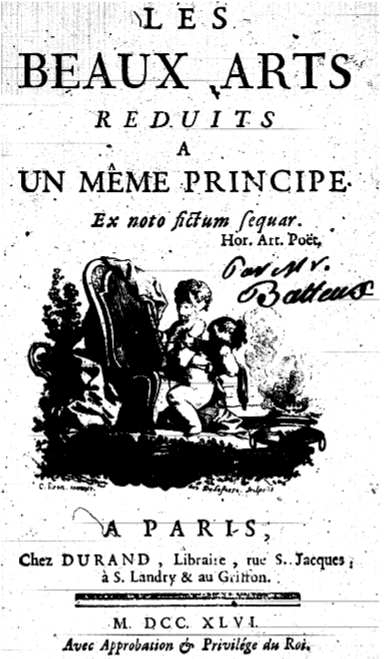
Les beaux-arts réduits à un même principe, 1746

Шарль Баттё (1713—1780) — французский эстетик, аббат.

## Биография
Шарль Баттё родился в деревне Алландуи у Вузиера, учился в Реймсе, принял священство (1750), был назначен профессором риторики и гуманитарных наук при королевской коллегии в Париже. В 1754 сделан членом академии надписей, в 1761 г. членом Французской академии.
Баттё можно считать основателем французской философии искусства, так как он применил сначала к поэзии, потом к образовательным искусствам принцип Аристотеля: «подражай природе».
Из его сочинений следует упомянуть: «La morale d’Epicure, tirée de ses propresécrits» (Париж, 1769, 2 тома), «Mémoires concernant l’histoire, les sciences, les arts, les moeurs et les usages des Chinois» (Париж, 1776—89, 15 томов), продолжено и окончено Louis Georges Bréquigny и Joseph de Guignes; «Les beaux arts, réduits àun même principe» (Париж, 1780); особенное внимание французских и немецких теоретиков искусства привлекло его сочинение «Cours des belles-lettres, ou principes de la littérature» (Париж, 1747—50 и чаще, 5 томов, последнее изд. 1861; на немецком Рамлер, Лейпц., 1756—58, 4 т.; 1774; 5-е изд, 1802; русск. пер. Москва, 1807).
Теории Баттё долго господствовали в Германии, пока Винкельман и Лессинг, а позже Гердер, Шиллер и другие не дали лучших эстетических принципов.